# ヘイリー・ヘイトレッド
ヘイリー・ヘイトレッド（Hailey Hatred、1983年11月4日 - ）は、アメリカ合衆国の元女子プロレスラー。本名：アンジェラ・リース（Angela Katherine Reece）。
パワーファイトを武器として「女ベイダー」の異名を持つ。

## 経歴
18歳よりプロレスのトレーニングを始め、2002年11月2日、インディアナ州・IWAアリーナでのレイシー、レインとの3WAYマッチでデビュー。デビュー当時のリングネームはボビー・ヤブロンスキー（Bobbi Jablonski）であった。
インディー団体のAIWを主戦場として活躍。デスマッチや男子相手の試合も辞さず、王座にも君臨する。
2004年6月6日、初タイトルとしてTLW世界女子王座獲得。
2005年11月13日、ミッキー・ナックルズからIWAミッドサウス女子王座を奪取するが、2006年2月に奪い返される。
2007年5月のMAKEHENで初来日。紫雷イオからフォールを奪う。
7月8日、JWP初参戦。東京キネマ倶楽部大会にて紫雷美央とのタッグでKAZUKI&藪下めぐみ組と対戦も敗れる。このときは2ヶ月滞在してJWPに参戦。
2008年3月19日、TLW世界女子選手権試合を紫雷イオ相手に行い、勝利。
同年よりメキシコを主戦場とし、LLFを中心に参戦。マスクウーマン「ダーク・ユニコーン（Dark Unicorn）」に変身。コパLLF2連覇。
一方、日本ではJWPの他、プロレスリングWAVEにも参戦。
2009年5月9日、JAPW初参戦。初戦ではバトルロイヤルでサラ・デル・レイと残り2人になったが、フォールを奪われ勝利ならず。
6月6日、WSU初参戦。8月22日にジェシカ・ハヴォックとのタッグでWSUタッグチーム王座奪取。しかし、11月7日にエンジェル・オルシニ&メルセデス・マルチネス組に敗れ失冠。
8月2日、ベイダープロデュース興行「ベイダータイム4」で華名とAIW王座戦を戦い勝利。
9月12日、サラ・デル・レイが持つJAPW女子王座に挑むが、敗退。その後、チアリーダー・メリッサを降し再びデル・レイへの挑戦権を得るが、返り討ちされる。
2010年5月28日、マスカラ・コントラ・マスカラで敗れマスクを脱いだ。
6月27日、AAA初参戦。エル・ブラソとのミックスタッグでジェシー&ティファニー組に勝利。
7月25日、NEO名古屋・千種スポーツセンター大会にて羽沙羅（現：奥田朱理）にシングルで勝利。この試合より日本に定着。
8月22日、新木場1stRINGでのトリプルテイルズ自主興行「けもの祭」の前座に出場。羽沙羅とのタッグで勇気彩&アップルみゆき（現：ハイビスカスみぃ）と対戦。リストクラッチ式バックドロップでアップルを仕留めて勝利。
10月10日、JWPにて米山香織相手に自身の持つ二冠王座と米山の持つJWP認定無差別級王座の三冠を懸けて対戦。2007年8月26日のアメージング・コング以来となる外国人のJWP認定無差別級王座挑戦となったが、両者リングアウトの延長戦後も両者KO引き分けで三冠ならず。
11月30日、その米山と組んでエスオベーション「Joshi 4 Hope」にて初代TLW世界女子タッグ王座を獲得。
2011年には米山とデイリースポーツ認定タッグ王座に挑戦するとともに、タッグリーグ・ザ・ベストにも参戦。
同年のJWPシングルトーナメント「J-1グランプリ2011」にも参戦。決勝まで進み、Leonと対戦。自身が持つTLW・AIW王座とLeonが持つJWP王座の三冠も懸けられた。試合はランニング・パワーボムからのエビ固めで勝利し、トーナメント優勝とともに外国人初となるJWP王座獲得も果たした。
三冠王座としてJWPで2度防衛した後に帰国。SHIMMER・AIWに参戦。SHIMMERではカラミティにシングルで勝利したのちにタッグを組み、浜田文子&栗原あゆみ組が持つSHIMMERタッグ王座に挑むが敗退。AIWでは2010年に日本で対戦経験のあるチェリーボム相手にJWP王座を防衛。同王座としては初となる海外でのタイトルマッチとなった。
11月2日のJWP横浜にぎわい座大会で再来日。
11月13日、JWP二冠タッグ選手権者・春倉（春山香代子&倉垣翼）と三冠王座統一戦を行い、統一に成功。シングルと合わせて六冠となる。
12月23日、倉垣相手に4度目の防衛戦を行うが、王座陥落。
同年、イギリスの女子プロレス専門サイト「Ring Bells」でレスラー・オブ・ザ・イヤーに選ばれる。
2012年1月7日、米山香織の引退撤回騒動の責任を取る形でタッグ王座を全て返上。
1月15日、新宿FACEで開かれたREINA24で栗原あゆみが持つCMLL世界女子王座に挑むが、1-2で敗退。
3月17日 米国イリノイ州バーウィンで開催されたSHIMMER45にて華名、ルフィスト組に圧勝。
8月4日、AIWにてサラ・デル・レイ相手に2冠王座防衛し、翌5日にはREMIXでサッシー・ステファニーからREIMIX王座を奪取して3冠となった。
直後に再来日して、11日のアイスリボンで松本都と組んで、雫あき（現：雫有希）&松本浩代組と対戦。
9月23日のアイスリボン後楽園大会でトライアングルリボン王座を新田猫子より奪取。
9月30日のスターダム新木場大会にて木村響子に呼び込まれ、「木村モンスター軍」の一員としてスターダム参戦を宣言。
10月3日、スターダム青森大会で初参戦。鹿島沙希とシングル（ヘイリーの名は当日になって発表された）。
10月7日、「Joshi 4 Hope」でミスシェフを相手にREMIX王座防衛戦を行い、勝利。
11月29日、星ハム子とのタッグでインターナショナルリボンタッグ王座とREINA世界タッグ王座を獲得。
12月24日、スターダム後楽園大会で横尾由衣のデビュー戦の相手となる。
我闘雲舞やWNC、ディアナにも参戦している。
2013年3月17日、スターダム後楽園大会にて木村とのタッグで夏樹☆たいよう&世IV虎組が持つゴッデス・オブ・スターダム王座に挑み奪取成功。
5月5日、雫あきと合同で自主興行を開催し、自身は昼のJWP1試合と合わせて1日3試合出場。雫とのタッグでTLW世界女子タッグ獲得。
8月3日にアイスリボン道場で行われたアイスリボン487（対藤本つかさ&星ハム子。パートナーは志田光）を最後に日本を離れ、以後はプロレスの試合を行っていない。

## 得意技

### フィニッシュ・ホールド
ディーバ・キラー
フィッシャーマンズ・バスターと同じ技。
ライガー・ボム
デスバレーボム

### 打撃技
エルボー
エルボー・スタンプ
バック・ハンド・チョップ
ラリアット
ドロップキック

### 投げ技
スナップ・プレックス
スーパープレックス
ベリー・トゥー・バックスープレックス
フィッシャーマンズ・スープレックス
ジャーマンスープレックス
ノーザンライト・スープレックス
パワーボム

## 獲得タイトル
- TLW世界女子王座
- TLW世界女子タッグ王座
- IWAミッドサウス女子王座
- AIW世界女子王座
- AIWハイブリッドファイティング王座
- WSUタッグ王座
- JWP認定無差別級王座
- JWP認定タッグ王座
- デイリースポーツ認定女子タッグ王座
- トライアングルリボン王座
- インターナショナルリボンタッグ王座
- REINA世界タッグ王座
- ゴッデス・オブ・スターダム王座

## 人物
- 1980年代から2000年代にかけてのビデオを鑑賞するほどの日本のプロレス好き[1]。
- 全日本女子プロレスの元広報だったロッシー小川（現スターダム社長）を「日本で一番有名な女子プロレス関係者」と認識している[7]。
- 目標とするレスラーは川田利明とクリス・ベノワ[1]。
- 総合格闘技にも興味を持ち、パンクラス道場にも通っている[7]。